# イヴァーノ＝フランキーウシク国際空港
イヴァーノ＝フランキーウシク国際空港（イヴァーノ＝フランキーウシクこくさいくうこう、ウクライナ語:Міжнародний аеропорт "Івано-Франківськ"ミジュナロードヌィイ・アエロポールト・イヴァーノ・フランキーウスィク；ロシア語:Международный аэропорт "Ивано-Франковск"ミジュドゥナロードヌィイ・アエラポールト・イヴァーナ・フランコーフスク）は、イヴァーノ＝フランキーウシク州の都市イヴァーノ＝フランキーウシクにある国際空港である。軍民共用空港ともなっており、ウクライナ空軍が駐留している。
2022年ロシアによるウクライナ侵攻中の3月11日、ロシア連邦軍の空爆を受けた。

## 概要
イヴァーノ＝フランキーウシク国際空港は、ソ連時代には数ある地方空港のひとつに過ぎなかったが、ウクライナの独立した1992年より空港機能拡充の上国際空港化された。現在では西ウクライナの玄関口のひとつとして機能しており、毎時400名の利用客がある。

## 就航航空会社と就航都市
| 航空会社           | 就航地                |
| ------------------ | --------------------- |
| ウクライナ国際航空 | キエフ/ボルィースピリ |
| ウインドローズ航空 | キエフ/ボルィースピリ |

## 所在部隊
- ウクライナ空軍
  - 西部航空管区隷下
    - 第114戦術航空旅団
      - 第1航空飛行隊 - MiG-29、L-39
      - 第2航空飛行隊 - MiG-29、L-39
      - 通信無線支援大隊
      - 飛行場技術大隊
      - 弾薬支援中隊
      - 第128防護中隊